# Hafen Tempelhof

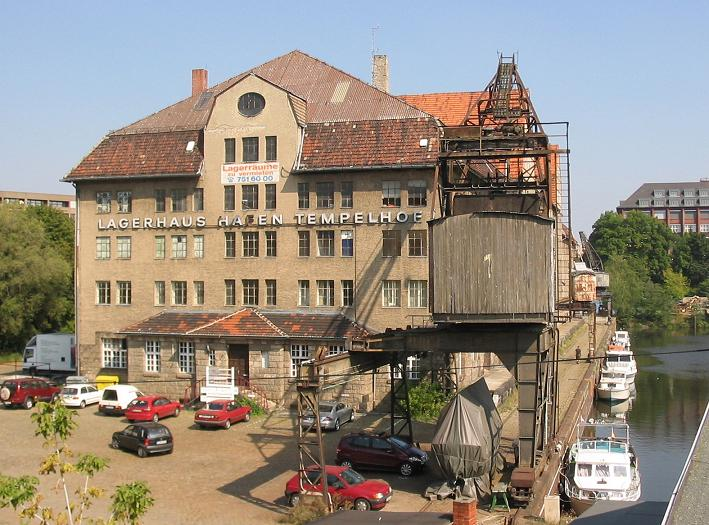
Industriedenkmale Lagerhaus und Kran vor dem Umbau, 2005

Der Hafen Tempelhof (auch: Tempelhofer Hafen) ist ein Binnenhafen des Teltowkanals (TeK) am Kilometer TeK km 23,40 im Berliner Ortsteil Tempelhof des Bezirks Tempelhof-Schöneberg.
Die Hafenanlage mit Lagerhaus und Kränen stammt aus den Jahren 1901 bis 1908 und steht als Gesamtensemble unter Denkmalschutz. Der Hafen trug wesentlich zum wirtschaftlichen Aufschwung Tempelhofs bei und war mit seinem riesigen Speichergebäude der bedeutendste Güter-Umschlagplatz für das Industriegebiet Tempelhof-Ost.

## Geschichte und Hafen

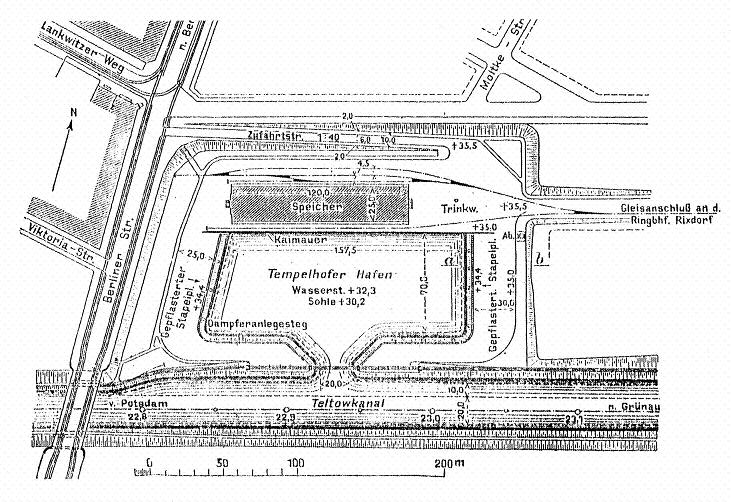
Plan des Hafens von 1908 (Tempelhofer Damm, hier noch als Berliner Straße)

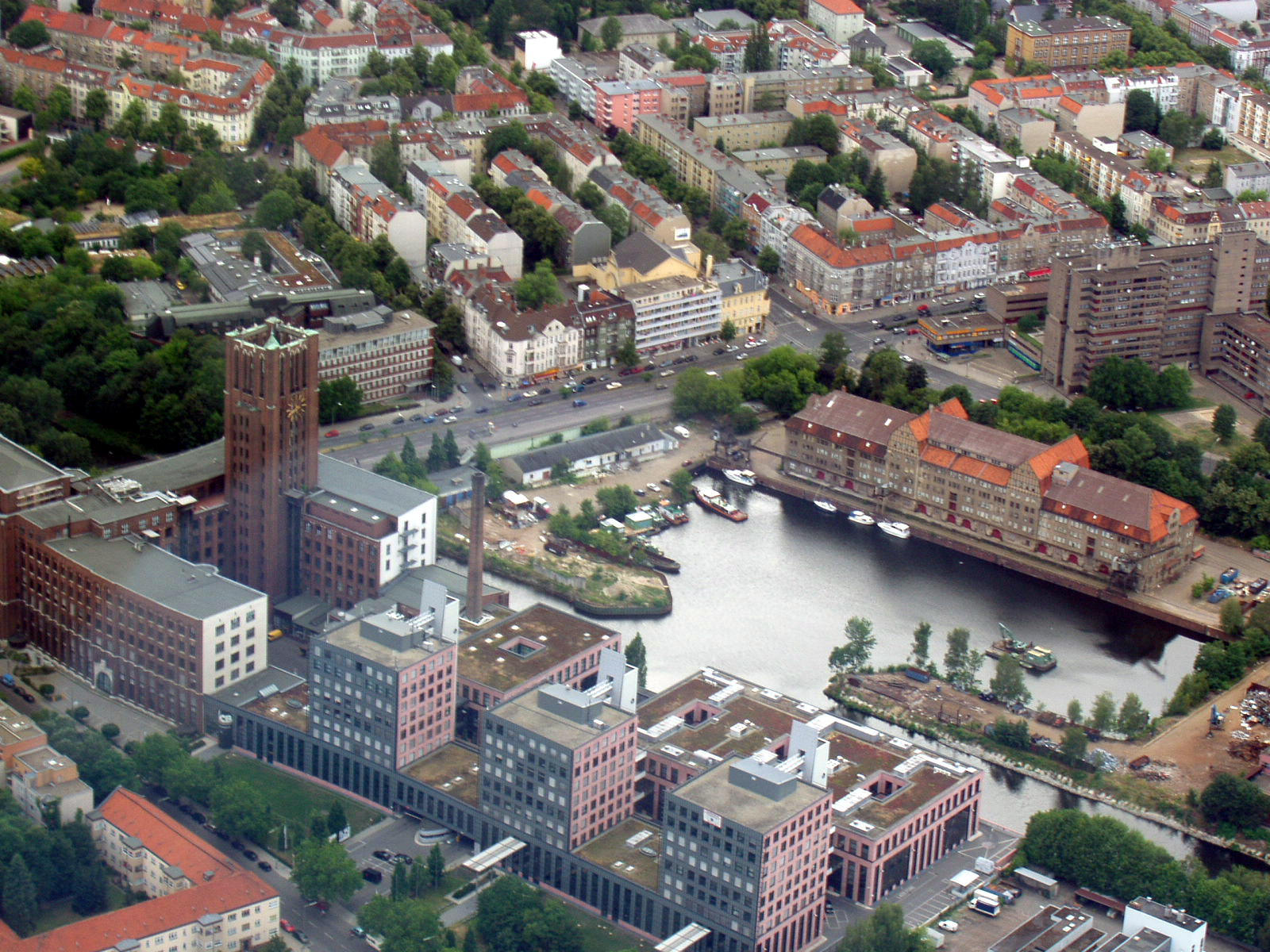
Ullsteinhaus mit Hafen Tempelhof vor dem Umbau, 2006

Der damals noch selbstständige Ort Tempelhof gehörte bis 1920 zum ehemaligen Landkreis Teltow. Die rasante Entwicklung Berlins veranlasste den Landkreis, mit dem Bau des Teltowkanals auch Hafenbecken für Groß-Lichterfelde, Steglitz, Tempelhof und Britz anzulegen. Die Planung und Entwürfe für den Tempelhofer Hafen stammten von dem Ingenieurbüro Havestadt & Contag, die Bauausführung lag bei Held & Francke aus Berlin und Bauherr war die Teltowkanal-Bauverwaltung Wilmersdorf.
Zwanzig Jahre vor dem Ullsteinhaus entstand auf der gegenüberliegenden Seite ein Hafenbecken von etwa 170 Metern × 70 Metern mit einer Tauchtiefe von 2,10 Metern. Um den damals üblichen Treidelbetrieb auf dem Schienenleinpfad, also das Schleppen der Oder- und Finowmaßkähne mittels Treidellokomotiven, auch an diesen Stichhäfen durchgehend zu gewährleisten, wurde die Hafeneinfahrt mit einer eisernen Leinpfadbrücke überspannt. Die Ein- und Ausfahrten der Kähne konnten in beliebiger Richtung erfolgen. Darüber hinaus erhielt der Hafen Tempelhof einen Schiffswarteplatz im Kanalprofil außerhalb der Durchfahrtsstraße.
Die Kreis-Kanal-Kommission setzte durch, dass aus Mitteln des Kreises Teltow eine große Speicheranlage am Hafen errichtet wurde. Die Pläne skizzieren sowohl die Anbindung über eine Zufahrtsstraße zur ehemaligen Berliner Straße (heute: Tempelhofer Damm) sowie einen Gleisanschluss. Gelöscht und geladen wurde an allen drei Hafenseiten, vor allem aber an der 170 Meter langen nördlichen Kaimauer. Vorrangig wurden Getreide, Mehl, Zucker, Tabak, Öle und Stückgut umgeschlagen. Es gab eine Zollstation und einen Schienenanschluss, der vom Bahnhof Teltowkanal der Neukölln-Mittenwalder-Eisenbahn (NME) aus betrieben wurde. Während des Zweiten Weltkriegs diente der Speicher als Lager für größere Mengen Lebensmittel. Während der Berlin-Blockade diente der Hafen als Verteilerstation für Güter der Luftbrücke. Nach dem Ende der Blockade wurden dort weiterhin Vorräte der Stadt West-Berlin gelagert, um gegen eine erneute Abschnürung der Verkehrswege vorbereitet zu sein.

## Lagerhaus, Verwaltung, Anbindung

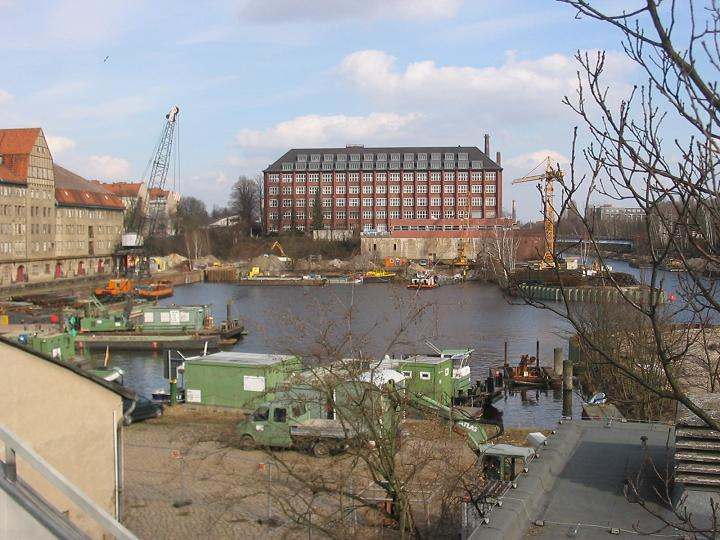
Beginn der Umbauten, 2007

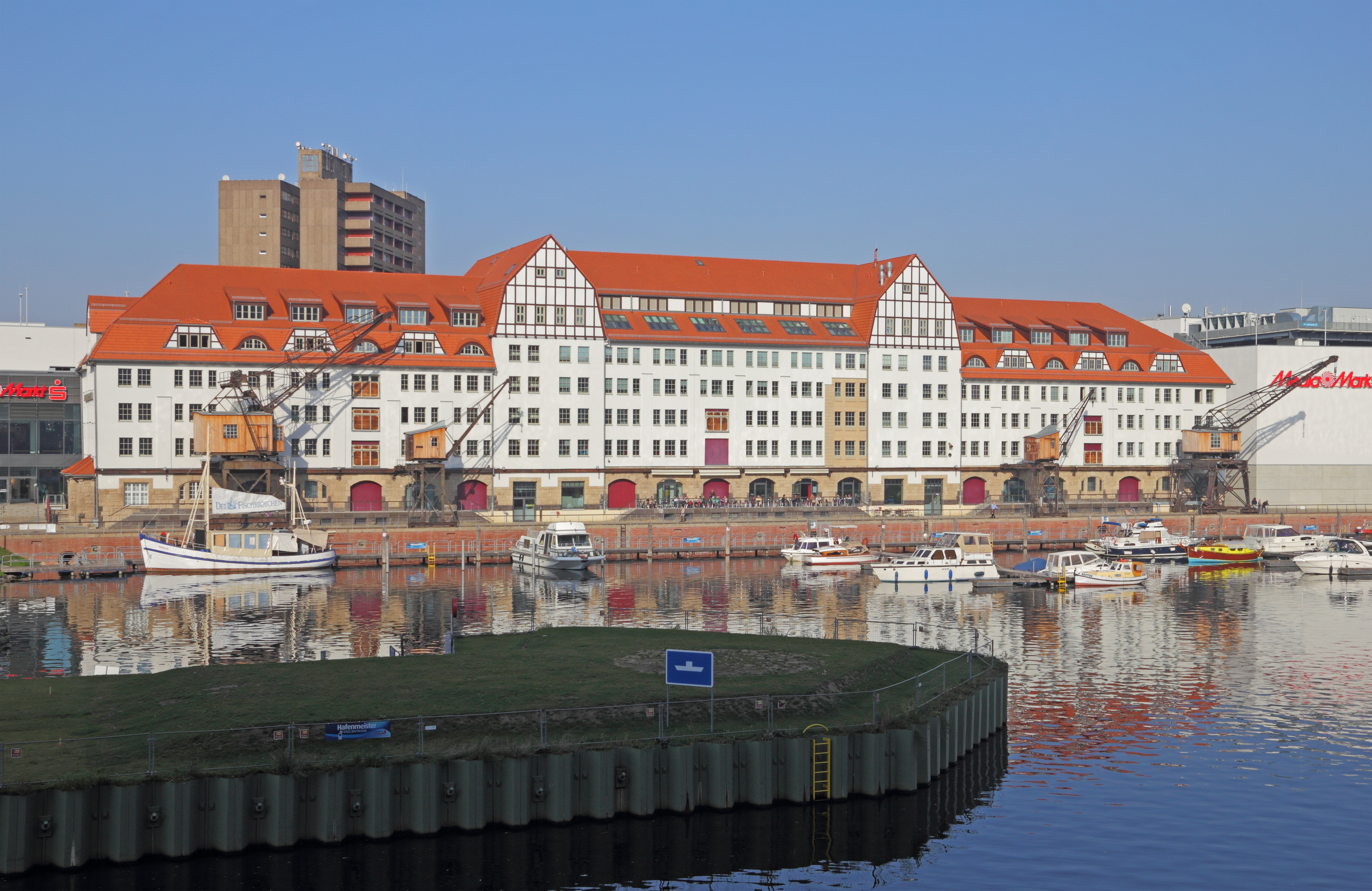
Das sanierte Lagerhaus, 2012

Das Speichergebäude wurde 1908 fertiggestellt. Es gehörte zu den modernsten Lagerhäusern seiner Zeit und zur ersten Generation von Eisenbeton-Bauten. Das mehrgeschossig und feuersicher errichtete Speichergebäude ist 120 Meter lang, 25 Meter breit und besaß eine Lagerfläche von 12.000 m². Vor dem Lagerhaus standen Kräne mit sechs Tonnen Tragfähigkeit, vier davon sind noch heute erhalten. Gleich daneben führten bis zum Beginn des Neubaus 2007 Gleise der Neukölln-Mittenwalder Eisenbahn (zur Bauzeit noch Rixdorf-Mittenwalder-Eisenbahn) durch die Teilestraße und das weitere Industriegebiet nach Osten und stellten über den Güterbahnhof Hermannstraße den Anschluss an die Ringbahn sowie zum Bahnhof Teltowkanal her. Vom Tempelhofer Damm, der ehemaligen Berliner Straße, gab es ebenfalls bis 2007 eine Zufahrt über die Ordensmeisterstraße.
Vor dem Einmarsch der Roten Armee im Frühjahr 1945 setzten SS-Truppen den Speicher in Brand. Nach dem Wiederaufbau diente er dem Senat von Berlin als Reservelager. Nach dem Fall der Mauer wurden die Senatsreserven ab 1990 aufgelöst. Bis in das Jahr 2006 wurden Lagerhaus, Freifläche und Hafen von der Lagerhaus Hafen Tempelhof GmbH verwaltet, die große Teile des Lagerhauses an Unternehmen und Bootsliegeplätze für Sportboote vermietete.
Seit Mitte der 1960er Jahre befand sich an der Abfahrt zum Hafengelände ein Imbissstand, in dem Rostbratwürste auf Holzkohlengrill verkauft wurden. Anfang der 1980er Jahre wurde die ursprüngliche Holzbude des „Hafenimbiss“ durch einen Steinbau ersetzt. Aufgrund seiner zentralen und verkehrsgünstigen Lage am Hafen Tempelhof und der Besonderheit des Verkaufs von Rostbratwürsten auf Holzkohlengrill erlangte der Hafenimbiss einen Bekanntheitsgrad. Im Herbst 2007 wurde das Gebäude abgerissen. Der Betrieb wurde zunächst provisorisch in einem Anhänger am Tempelhofer Damm fortgeführt. Ein von den Betreibern gewünschter Neubau eines Imbiss-Pavillons am Tempelhofer Damm Ecke Ordensmeisterstraße, wurde von den Behörden aus Gründen des Denkmalschutzes zunächst abgelehnt, weil er den Blick auf die Speichergebäude des Hafens verstellt hätte. Im Februar 2008 gelang es dem Eigentümer, mit Hilfe einer Unterschriftensammlung den Erhalt des Hafenimbiss zu erkämpfen.

## Eigentümer und Umbau ab 2007

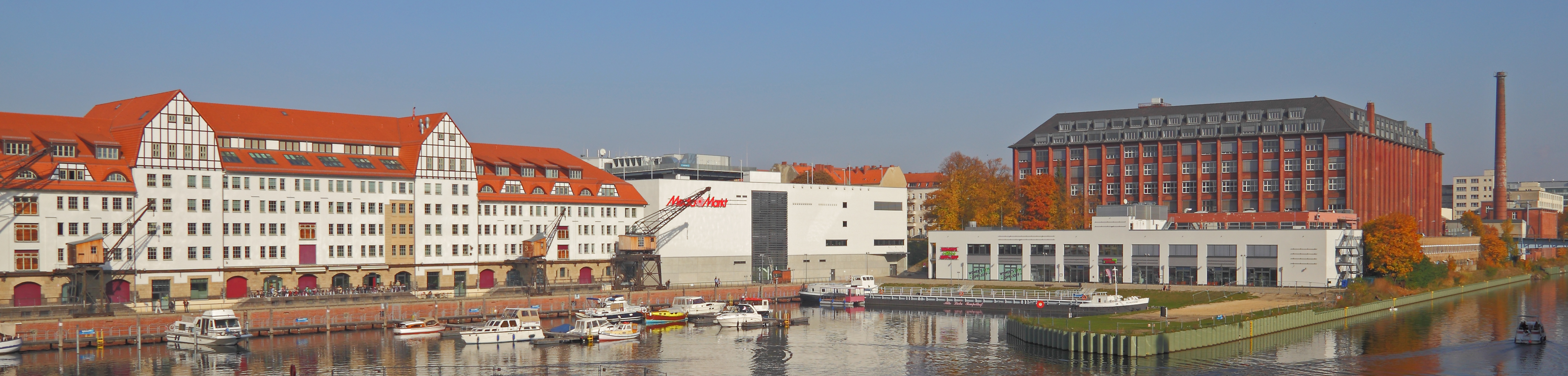
Teltowkanal mit Hafeneinfahrt und Speicherhaus, 2012.
Rechts das Gebäude der ehemaligen C. Lorenz AG (ab 1958: Standard Elektrik Lorenz).

Der Hafen gehört zum sogenannten „Teltow-Vermögen“, dem Vermögen des vormaligen Landkreises Teltow. Der Kreis war seinerzeit einer der reichsten Deutschlands und trat 1920 dem Zusammenschluss vieler Gemeinden zu Groß-Berlin nicht bei. Nachfolger Teltows wurden in der DDR die Kreise Königs Wusterhausen, Lübben, Luckenwalde, Zossen und Potsdam-Land. Mit der Kreisreform 1993 erhielten die neuen Landkreise Dahme-Spreewald und Teltow-Fläming je 40 %, Potsdam-Mittelmark 20 % des Teltow-Vermögens. Der Barbesitz ist ausgezahlt, Aktien aus dem Vermögen wurden 1999 verkauft. Immobilien wie das Hafengelände werden noch gemeinsam verwaltet.
Mit einem im Jahr 2006 durch das Bezirksamt Tempelhof-Schöneberg durchgeführten Gutachterverfahrens wurde versucht, für die Freianlagen und das Hafenbecken umsetzbare Gestaltungs- und Nutzungsvorschläge zu erlangen, die der Bedeutung des Standortes für die Stadt gerecht werden und eine Anziehungskraft auf die Bevölkerung im näheren und weiteren Wohnumfeld ausüben. Der erste Preis ging dabei an West 8 landscape architects bv, Rotterdam.
Seit 2007 entstand auf dem rund 30.000 m² großen Grundstück am Südende des Tempelhofer Damms der neue Tempelhofer Hafen. Die Grundstücksgesellschaft Objekt Tempelhofer Hafen mbH & Co. KG, ein Joint-Venture der HLG Münster/Berlin und der IKB Deutsche Industriebank AG, Düsseldorf investiert in die Entwicklung des bislang brachliegenden Areals mehr als 100 Millionen Euro. Das bisherige Lagerhaus wird im Zuge der Bau- und Sanierungsarbeiten durch die Hochtief Solutions AG nahezu vollständig entkernt, auch viele weitere Gewerbe wurden entfernt.

## Einkaufszentrum Tempelhofer Hafen

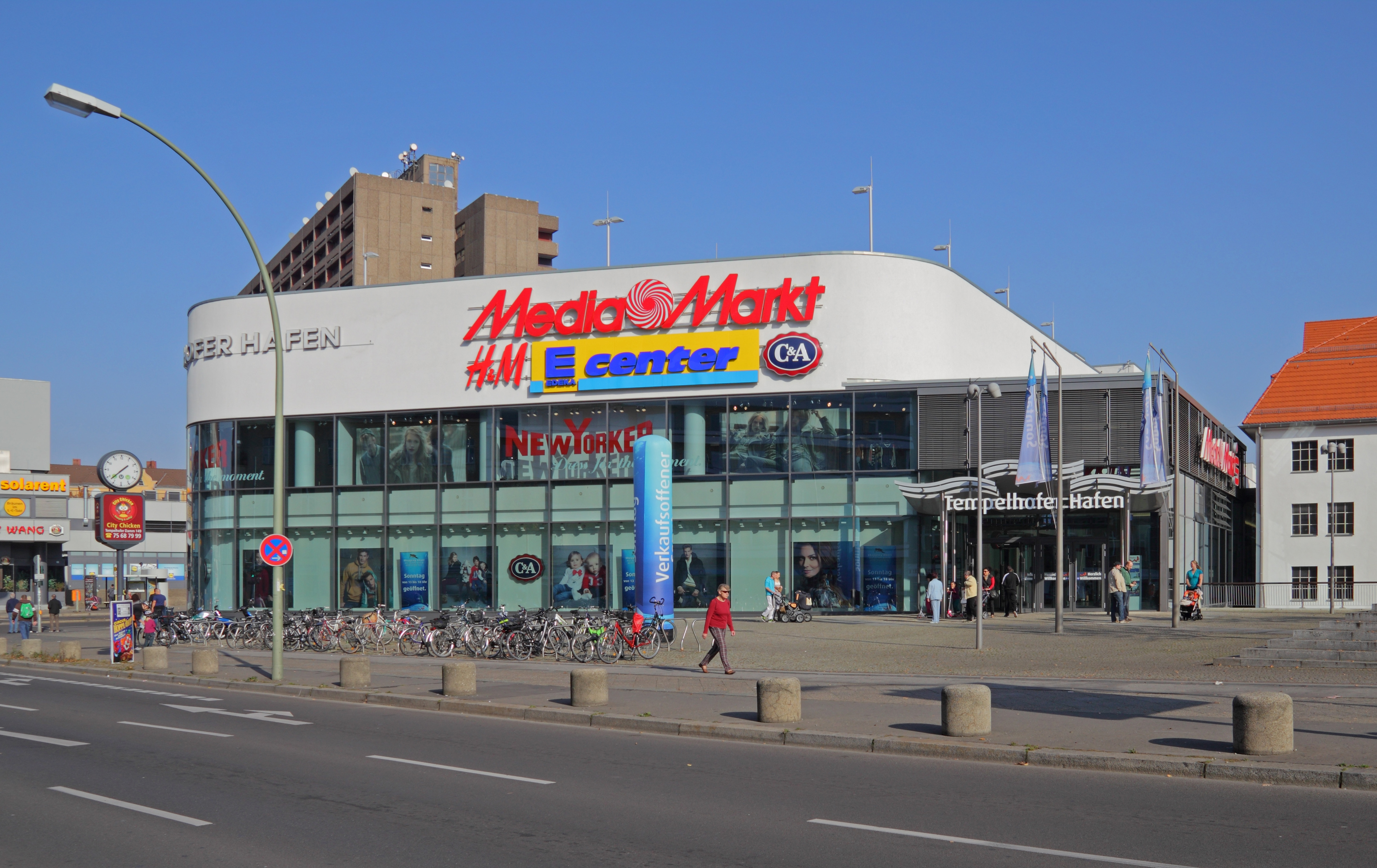
Eingang Ecke Ordensmeisterstraße

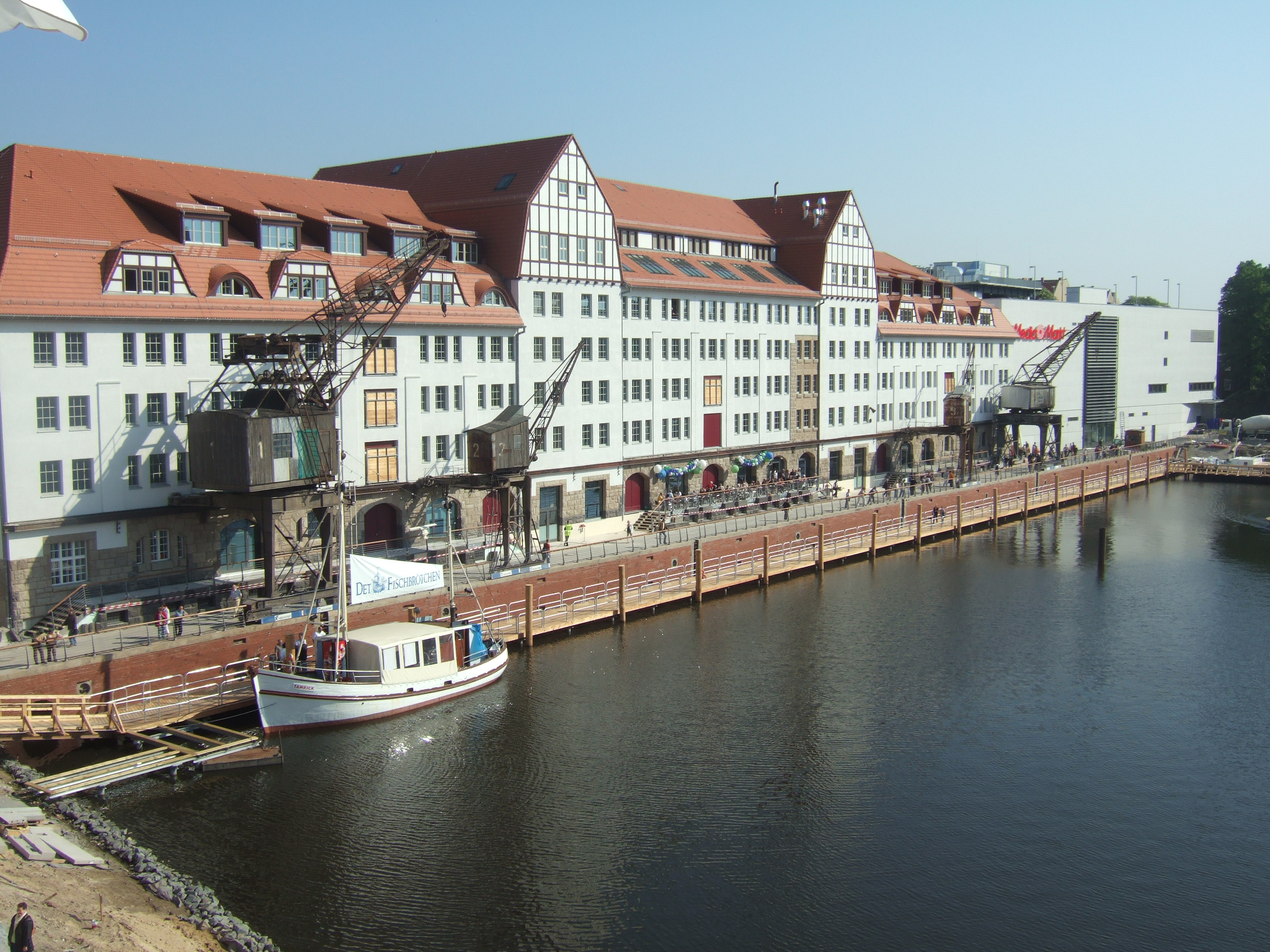
Blick auf das sanierte Speichergebäude am Tag der Eröffnung, 29. April 2009

Am 29. April 2009 eröffnete das Einkaufszentrum Tempelhofer Hafen als 59. Einkaufszentrum Berlins. Etwa 20.000 m² Verkaufsfläche wurden an mehr als 70 Geschäfte vermietet. Entlang der Ordensmeisterstraße entstand ein Parkhaus mit 600 Pkw-Stellplätzen. Das Center liegt direkt am Nordausgang des U-Bahnhofs Ullsteinstraße der U-Bahn-Linie U6 von Alt-Tegel nach Alt-Mariendorf.
Anfang Juli 2012 wurde eine kostenlose Personenfähre in Betrieb genommen, die die Ostmole mit der Westmole verbindet.